# Tótújfalu
Tótújfalu è un comune dell'Ungheria di 247 abitanti (dati 2001) situato nella contea di Somogy, nell'Ungheria centro-occidentale.